# Tricyclodecandimethanol
Tricyclodecandimethanol ist das bei der Hydroformylierung von Dicyclopentadien und anschließender Hydrierung entstehende Isomerengemisch aus primären Diolen mit dem Grundgerüst eines Tetrahydrodicyclopentadiens. Aufgrund seiner interessanten fluiddynamischen und optischen Eigenschaften eignet sich TCD-DM als Diolkomponente in Polyestern und Polyurethanen und als Molekülbaustein für (Meth)acrylatmonomere.

## Vorkommen und Darstellung
Als nichtkonjugiertes Dien lässt sich Dicyclopentadien DCPD durch die von Otto Roelen entwickelte Oxosynthese mit Kohlenmonoxid und Wasserstoff unter homogener Katalyse mit Rhodium in aromatischen Lösungsmitteln stufenweise zum Monoaldehyd und weiter zum Dialdehyd hydroformylieren.
Dabei treten intermediär gebildete Rhodiumhydridocarbonyle mit den isolierten Doppelbindungen im starren Dicyclopentadien-Gerüst von der Ober- und Unterseite des Ringsystems in Wechselwirkung und Kohlenmonoxid wird in die entstandene Rhodium-Alkylbindung eingeschoben. Wasserstoff verdrängt dann den gebildeten Acylkomplex unter Regenerierung des Rhodiumhydridocarbonyls und Bildung von  TCD-dicarbaldehyd.
Die direkte Hydrierung ohne Abtrennung des homogen gelösten Rhodiumkatalysators und ohne vorherige Isolierung des thermolabilen Dialdehyds erfolgt an heterogenen Nickel-Festbettkatalysatoren, wobei die Zugabe geringer Wassermengen zu wesentlich höheren Ausbeuten (ca. 80 %, bezogen auf DCPD) führt.
Die Abtrennung und Reinigung des Produkts erfolgt durch Vakuumdestillation.

### Isomerie
Das tricyclische Diol Tricyclodecandimethanol ist – wie sein Präkursor Tricyclodecandicarbaldehyd – ein Gemisch aus insgesamt 32 möglichen Isomeren, die durch die regio- und stereochemisch unselektive Hydroformylierung des Dicyclopentadiens entstehen, das seinerseits ein Gemisch aus exo- und endo-Isomer darstellt.
Den vier regioselektiven Isomeren (I – IV) können jeweils acht (4 × 2) Stereoisomere zugeordnet werden – der Angriff erfolgt von oberhalb der Molekülhauptebene (blaue Pfeile) und/oder von unten (grüne Pfeile).

## Eigenschaften
Die Verbindung ist eine farblose Flüssigkeit mit mildem Geruch, die sich etwas in Wasser und gut in polaren organischen Lösungsmitteln, wie z. B. Alkoholen, löst.
Längere Lagerung bei Temperaturen um den Stockpunkt von 18 °C erzeugt Trübungen durch kristallisierende Isomere. Dank der starren und kompakten Molekülstruktur der verbrückten cycloaliphatischen TCD-Diolisomeren besitzen die daraus gebildeten Derivate eine Reihe besonderer mechanischer und optischer Eigenschaften.
Der Brechungsindex von TCD-DM ist für eine nicht-aromatische und halogenfreie Flüssigkeit sehr hoch und die Viskosität beträgt bei Raumtemperatur beträchtliche 14·106 mPa·s. Daher empfiehlt sich die Verarbeitung von TCD-Diol bei erhöhter Temperatur oder in Lösung.

## Anwendungen
Tricyclodecandimethanol wird wegen seiner mechanischen, z. B. Adhäsion, und optischen Eigenschaften, z. B. UV-Beständigkeit, als Haftvermittler in hochwertigen Klarlacken, z. B. für Autoreparaturlackierungen vorgeschlagen.
Als Diolkomponente verleiht TCD-Diol (ungesättigten) homo- und copolymeren Polyestern, Polyurethanen und Polycarbonaten vorteilhafte Eigenschaften, wie z. B. verbesserte Alterungsbeständigkeit, verringerte Vergilbungstendenz, höhere Wärmefestigkeit, geringe Schrumpfneigung, erhöhte Flexibilität bei hoher Bruchfestigkeit. Polyurethane mit TCD-DM zeigen wegen niedrigerer Glasübergangstemperaturen höhere Flexibilität in der Kälte und deutlich geringere Permeabilität für Wasserdampf.
Der Diester mit Acrylsäure ist wegen seiner relativ niedrigen Viskosität ein auch für den 3D-Druck geeignetes Monomer, das durch UV- oder Elektronenbestrahlung polymerisiert werden kann.
Die resultierenden Polyacrylate werden wegen hoher Vernetzungsgeschwindigkeit, großer Härte, geringer Schrumpfungsneigung und guter Adhäsionseigenschaften als Dentalkunststoffe verwendet. Der hohe Brechungsindex macht das TCD-Dioldiacrylat für optische, z. B. für Brillengläser, und für optoelektronische Anwendungen, z. B. für Lichtleitfasern und Beschichtungen interessant.